# Xoʻjayli
Ne pas confondre avec la ville azerbaïdjanaise Ivanian, auparavant nommée Khodjaly
Xoʻjayli (aussi Khodjeyli ; en ouzbek : Xoʻjayli / Хўжaйли) est une ville du Karakalpakstan, en Ouzbékistan.
Sa population est estimée à 104 500 habitants en 2014.